# Le Diable au couvent
Pour plus de détails, voir Fiche technique et Distribution.
Le Diable au couvent est un film de Georges Méliès sorti en 1899 au début du cinéma muet dont la bobine fait 60 mètres de longueur, soit trois minutes en noir et blanc.
Le film, basé sur la technique d'arrêt sur image qui fait apparaître/disparaître les personnages, rappelle le thème religieux-érotique[Quoi ?] déjà expérimenté par Méliès dans La Tentation de Saint Antoine.

## Synopsis

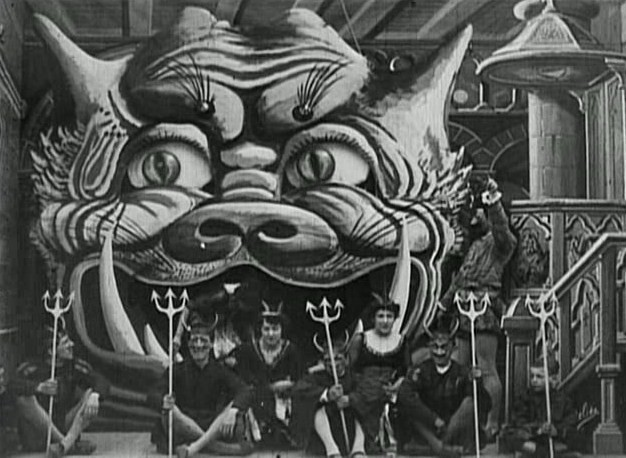
Invocation des diablotins.

Un prêtre marche en priant dans un couvent puis sort de scène. Un diable apparaît dans le baptistère. Il tire les cloches, et se change en prêtre lorsque passent plusieurs religieuses. Il doit alors leur faire la messe. Il se rechange alors en diable. Effrayées, elles s’enfuient, alors que lui fait disparaître le baptistère et les chaises. Il fait ensuite apparaître des gargouilles et des diablotins. Une immense figure diabolique apparaît, se change en grosse grenouille, et le diable la chevauche sous les applaudissements de ses affidés, qui se sont saisis de leur fourche et dansent. Finalement, les religieuses avec leurs croix font tout disparaître. Le diable se bat alors avec un gentilhomme, puis avec le prêtre. Une cérémonie religieuse arrive, avec un ange armé, qui terrasse le diable.

## Thèmes

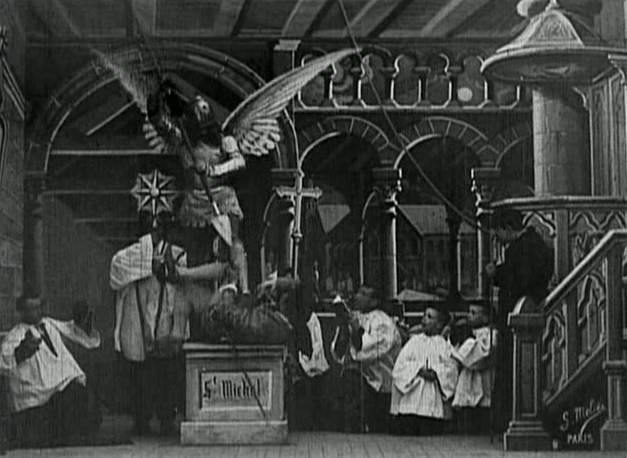
Saint-Michel tuant le diable.

Selon certains critiques de cinéma, Le diable dans un couvent parodie la vie monastique, suggérant une vision satirique de l'Église catholique. Méliès était presque certainement d'accord avec les sentiments anti-ecclésiastiques qui prévalaient lors de l'affaire Dreyfus en 1898 et 1899. Méliès soutient le cas d'Alfred Dreyfus, alors que l'Église s'y oppose  Méliès a fait une autre satire religieuse, La tentation de Saint Antoine, la même année, ainsi qu'un film fortement pro-Dreyfus L'Affaire Dreyfus.